# Natalie Wood
Natalie Wood (født Natalia Nikolaevna Zakharenko; 20. juli 1938, død  29. november 1981) var en amerikansk skuespiller.

## Opvækst
Natalia Nikolaevna Zakharenko blev født i San Francisco af immigranter fra Rusland. Forældrene havde oprindeligt slået sig ned i Canada, men flyttede siden til San Francisco, hvor de skiftede efternavn til Gurdin. Kort efter Nathalies fødsel flyttede familien til Santa Rosa i Californien. Det blev hun opdaget som skuespillertalent, og familien flyttede herefter til filmbyen Los Angeles.

## Karriere
Natalie Wood indledte sin skuespillerkarriere i 1943 i en alder af kun 5 år med en statistrolle i filmen Månen er skjult (1943). Hendes store gennembrud kom imidlertid med rollen som Susan Walker i juleklassikeren Miraklet på Manhattan (originaltitel Miracle on 34th Street) fra 1947, der gav Natalie Wood stjernestatus. Hun medvirkede i over 20 film som barnestjerne. Hun arbejdede med etablerede stjerner som Orson Welles, Gene Tierney, Maureen O'Hara, James Stewart, Bing Crosby og Bette Davis. Med filmen Vildt blod (originaltitel: Rebel Without a Cause) fra 1955 med James Dean, opnåede Nathalie Woods status som teenageidol for en ny generation, og filmen signalerede et skift i Natalie Woods karriere. Hun begyndte at spille roller med en rebelsk eller dog kritisk tilgang til de etablerede samfundsstrukturer og de ældre generationer.  Film som The Searchers (1956) med John Wayne i hovedrollen, Marjorie Morningstar (1958) med legenden Gene Kelly og All The Fine Young Cannibals (1960), med hendes daværende ægtefælle Robert Wagner som makker, var med til at give hende et mere voksent image, men det var rollen som Maria i filmatiseringen af West Side Story fra 1961, der endegyldigt leverede beviset for, at tiden som barnestjerne var ovre. 
Nathalie Wood medvirkede herefter i en række film med stor succes, men efter, at hun fødte sin første datter, trak hun sig delvist tilbage fra filmarbejdet.

## Død
Natalie Wood var i gang med indspilningerne til filmen Brainstorm, da hun den 29. november 1981 omkom som følge af en drukneulykke. De nærmere omstændigheder ved ulykken er uklare, og der har været fremsat en række spekulationer om de nærmere omstændigheder ved dødsfaldet, hvilket i 2011 medførte, at Los Angeles Politi genåbnede sagen.

## Filmografi
| År   | Titel                                          | Rolle                       | Notat |
| ---- | ---------------------------------------------- | --------------------------- | --- |
| 1943 | Månen er skjult                                | Carrie                      | Ukrediteret |
| 1943 | Happy Land                                     | Lille pige med en is        | Ukrediteret |
| 1946 | The Bride Wore Boots                           | Carol Warren                | |
| 1946 | Tomorrow is Forever                            | Margaret Ludwig             | |
| 1947 | Driftwood                                      | Jenny Hollingsworth         | |
| 1947 | The Ghost and Mrs. Muir                        | Anna Muir som barn          | |
| 1947 | Miraklet på Manhattan                          | Susan Walker                | |
| 1948 | Scudda Hoo! Scudda Hay!                        | Bean McGill                 | |
| 1949 | Father Was a Fullback                          | Ellen Cooper                | |
| 1949 | The Green Promise                              | Susan Anastasia Matthews    | |
| 1949 | Chicken Every Sunday                           | Ruth Hefferan               | |
| 1950 | Never a Dull Moment                            | Nancy 'Nan' Howard          | |
| 1950 | The Jackpot                                    | Phyllis Lawrence            | |
| 1950 | Our Very Own                                   | Penny Macaulay              | |
| 1950 | No Sad Songs for Me                            | Polly Scott                 | |
| 1951 | The Blue Veil                                  | Stephanie Rawlins           | |
| 1951 | Dear Brat                                      | Pauline Jones               | |
| 1952 | The Star                                       | Gretchen Drew               | |
| 1952 | Just for You                                   | Barbara Blake               | |
| 1952 | The Rose Bowl Story                            | Sally Burke                 | |
| 1954 | The Silver Chalice                             | Helena som barn             | |
| 1955 | Vildt blod                                     | Judy                        | Nomineret—Oscar for bedste kvindelige birolle |
| 1955 | One Desire                                     | Seely Dowder                | |
| 1956 | The Girl He Left Behind                        | Susan Daniels               | |
| 1956 | The Burning Hills                              | Maria Christina Colton      | |
| 1956 | A Cry in the Night                             | Liz Taggert                 | |
| 1956 | The Searchers                                  | Debbie Edwards (som ældre)  | |
| 1957 | Bombers B-52                                   | Lois Brennan                | |
| 1958 | Kings Go Forth                                 | Monique Blair               | |
| 1958 | Marjorie Morningstar                           | Marjorie Morgenstjerne      | |
| 1960 | All the Fine Young Cannibals                   | Sarah 'Salome' Davis        | |
| 1960 | Cash McCall                                    | Lory Austen                 | |
| 1961 | West Side Story                                | Maria                       | |
| 1961 | Splendor in the Grass                          | Wilma Dean Loomis           | Nomineret — Oscar for bedste kvindelige hovedrolle Nomineret - BAFTA Award for bedste udenlandske hovedrolle Nomineret — Golden Globe Award for bedste kvindelige hovedrolle - Motion Picture Drama |
| 1962 | Gypsy                                          | Gypsy Rose Lee              | Nomineret — Golden Globe Award for bedste skuespillerinde – Motion Picture Musical or Comedy |
| 1963 | Love with the Proper Stranger                  | Angie Rossini               | Nomineret — Oscar for bedste kvindelige hovedrolle Nomineret— Golden Globe Award for Best Actress – Motion Picture Drama]]                                                                          |
| 1964 | Sex and the Single Girl                        | Helen Gurley Brown          | |
| 1965 | Inside Daisy Clover                            | Daisy Clover                | Nomineret— Golden Globe Award for bedste skuespillerinde – Motion Picture Musical or Comedy |
| 1965 | The Great Race                                 | Maggie DuBois               | |
| 1966 | Penelope                                       | Penelope Elcott             | |
| 1966 | This Property Is Condemned                     | Alva Starr                  | Nomineret— Golden Globe Award for bedste skuespillerinde – Motion Picture Drama |
| 1969 | Bob & Carol & Ted & Alice                      | Carol Sanders               | |
| 1972 | The Candidate                                  | Sig selv                    | |
| 1973 | The Affair                                     | Courtney Patterson          | TV-film |
| 1975 | Peeper                                         | Ellen Prendergast           | |
| 1976 | Kat på varmt bliktag                           | Maggie                      | TV-film |
| 1979 | From Here to Eternity (TV)                     | Karen Holmes                | Golden Globe Award for bedste skuespillerinde – Television Series Drama |
| 1979 | The Cracker Factory                            | Cassie Barrett              | TV-film |
| 1979 | Meteor                                         | Tatiana Nikolaevna Donskaya | |
| 1980 | The Last Married Couple in America             | Mari Thompson               | |
| 1980 | The Memory of Eva Ryker (Husker du, lille Eva) | Eva/Claire Ryker            | TV-film |
| 1980 | Willie & Phil                                  | Sig selv                    | |
| 1983 | Brainstorm                                     | Karen Brace                 | (Døde før indspilningen var færdig) Nomineret— Saturn Award for Best Supporting Actress |

## Eksterne links
- Wikimedia Commons har flere filer relateret til Natalie Wood
- Natalie Wood på Internet Movie Database (engelsk)
- Natalie Wood på Filmdatabasen
- Natalie Wood på Scope
- Natalie Wood på Svensk Filmdatabas (svensk)
- Natalie Wood på AlloCiné (fransk)
- Natalie Wood på AllMovie (engelsk)
- Natalie Wood på Turner Classic Movies (engelsk)
- Natalie Wood på Rotten Tomatoes (engelsk)
- Natalie Wood på TV Guide (engelsk)
- Natalie Wood på The Movie Database (engelsk)
- Natalie Wood Online Arkiveret 20. februar 2007 hos  Wayback Machine
- Samling af artikler om Natalie Woods, herunder hendes død i Los Angeles Times (engelsk)
- Wood answer detectives questions